# Karl Walter Lindenlaub
Karl Walter Lindenlaub (* 19. Juni 1957 in Bremen) ist ein deutscher Kameramann.

## Leben
Lindenlaub wuchs in Hamburg auf. Von 1977 bis 1981 absolvierte er ein Studium an der Hochschule für Fernsehen und Film München. Anschließend studierte er weiter an der National Film and Television School in England. Hollywood Monster (1986) war danach seine erste von fünf Arbeiten zusammen mit Roland Emmerich.
Seit 1991 lebt Lindenlaub in den USA und hat dort nicht nur in Emmerichs Arbeiten mitgewirkt wie in Universal Soldier (1991) und in Independence Day (1996), er hat dort auch andere wichtige Arbeiten bewerkstelligt wie Rob Roy (1994) und Die Chroniken von Narnia: Prinz Kaspian von Narnia (2008). Als Dozent leitete er bis Ende 2004 den Fachbereich Kamera/Bildgestaltung an der Universität Hamburg, Aufbaustudium Film.
Er ist Mitglied sowohl des Bundesverband Kamera, als auch der American Society of Cinematographers, die wichtigsten Verbände für Kameramänner in Deutschland und in den Vereinigten Staaten. Für Moon 44 (1990) wurde Lindenlaub mit der Goldenen Kamera in der Sparte Beste Kameraarbeit ausgezeichnet. Er bekam eine weitere Auszeichnung und eine Nominierung. Er ist auch in der Fernsehwerbung tätig, besonders in Zusammenarbeit mit den Brüdern Snorri.
Als „Director of Photography“ war er ebenfalls für die US-amerikanische Serie "Suits" verantwortlich.

## Filmografie (Auswahl)
- 1983: Altosax (Fernsehfilm)
- 1983: Alleingang
- 1985: Lebe kreuz und sterbe quer
- 1986: Tango im Bauch
- 1987: Hollywood Monster
- 1988: Im Jahr der Schildkröte
- 1989: Todesvisionen
- 1990: Moon 44
- 1991: Eye of the Storm
- 1992: Celibidache (Dokumentarfilm)
- 1992: Universal Soldier
- 1993: Teenage Lolita – Verlockende Unschuld (Casualties of Love: The Long Island Lolita Story, Fernsehfilm)
- 1993: CB4
- 1994: Stargate
- 1995: Rob Roy
- 1995: Das Tal der letzten Krieger (Last of the Dogmen)
- 1996: Polski Crash (Fernsehfilm)
- 1996: Aus nächster Nähe (Up Close & Personal)
- 1996: Independence Day
- 1997: Red Corner – Labyrinth ohne Ausweg (Red Corner)
- 1997: Der Schakal (The Jackal)
- 1999: Das Geisterschloss (The Haunting)
- 1999: Isn’t She Great
- 2001: Eine Nacht bei McCool’s (One Night at McCool’s)
- 2001: Plötzlich Prinzessin (The Princess Diaries)
- 2002: City by the Sea
- 2002: Groupies Forever (The Banger Sisters)
- 2002: Manhattan Love Story (Maid in Manhattan)
- 2005: Winn-Dixie – Mein zotteliger Freund (Because of Winn-Dixie)
- 2005: Guess Who – Meine Tochter kriegst du nicht! (Guess Who)
- 2006: Black Book
- 2007: Georgias Gesetz (Georgia Rule)
- 2008: Die Chroniken von Narnia: Prinz Kaspian von Narnia (The Chronicles of Narnia: Prince Caspian)
- 2009: Ninja Assassin
- 2011: Bulletproof Gangster (Kill the Irishman)
- 2011: Mein Freund, der Delfin (Dolphin Tale)
- 2013: Nennt mich verrückt! (Call Me Crazy: A Five Film, Fernsehfilm)
- 2014: The Identical
- 2014: Houdini (Miniserie, 2 Episoden)
- 2016: Voll verkatert (Nine Lives)
- 2016: Underworld: Blood Wars
- 2016–2017: Suits (Fernsehserie, 14 Episoden)
- 2017: Maschinenland – Mankind Down (Revolt)
- 2018: Driven
- 2020: Brahms: The Boy II
- 2020: Cosmos: Possible Worlds (Dokuserie, 13 Episoden)
- 2021: Separation
- 2022: Halo (Fernsehserie, 6 Episoden)
- 2025: Amrum